# Episodi di Kraft Television Theatre (undicesima stagione)
L'undicesima stagione della serie televisiva Kraft Television Theatre è stata trasmessa in anteprima negli Stati Uniti d'America dalla NBC tra il 25 settembre 1957 e il 1º ottobre 1958.
| nº | Titolo originale | Titolo italiano | Prima TV USA      | Prima TV Italia |
| -- | --- | --------------- | ----------------- | --------------- |
| 1  | Vengeance |                 | 25 settembre 1957 |                 |
| 2  | Barefoot Soldier |                 | 2 ottobre 1957    |                 |
| 3  | Smart Boy |                 | 9 ottobre 1957    |                 |
| 4  | A Cook for Mr. General                                                                                                |                 | 16 ottobre 1957   |                 |
| 5  | Man in a Trance |                 | 23 ottobre 1957   |                 |
| 6  | Gun at a Fair One |                 | 30 ottobre 1957   |                 |
| 7  | The Category Is Murder                                                                                                |                 | 6 novembre 1957   |                 |
| 8  | The Big Heist |                 | 13 novembre 1957  |                 |
| 9  | The Sound of Trouble                                                                                                  |                 | 20 novembre 1957  |                 |
| 10 | Come to Me |                 | 4 dicembre 1957   |                 |
| 11 | Heroes Walk on Sand                                                                                                   |                 | 11 dicembre 1957  |                 |
| 12 | Polka |                 | 18 dicembre 1957  |                 |
| 13 | The Other Wise Man |                 | 25 dicembre 1957  |                 |
| 14 | The Battle for Wednesday Night                                                                                        |                 | 1º gennaio 1958   |                 |
| 15 | The Velvet Trap |                 | 8 gennaio 1958    |                 |
| 16 | Code of the Corner |                 | 15 gennaio 1958   |                 |
| 17 | Eddie |                 | 22 gennaio 1958   |                 |
| 18 | Run, Joe, Run |                 | 29 gennaio 1958   |                 |
| 19 | The Spell of the Tigress                                                                                              |                 | 5 febbraio 1958   |                 |
| 20 | Material Witness |                 | 19 febbraio 1958  |                 |
| 21 | The Woman at High Hollow                                                                                              |                 | 26 febbraio 1958  |                 |
| 22 | Dog in a Bus Tunnel                                                                                                   |                 | 5 marzo 1958      |                 |
| 23 | The Sea Is Boiling Hot                                                                                                |                 | 12 marzo 1958     |                 |
| 24 | Look What's Going On                                                                                                  |                 | 19 marzo 1958     |                 |
| 25 | Angry Angel |                 | 26 marzo 1958     |                 |
| 26 | The Man in Authority                                                                                                  |                 | 2 aprile 1958     |                 |
| 27 | Three Plays by Tennessee Williams: Moony's Kid Don't Cry The Last of My Solid Gold Watches This Property Is Condemned |                 | 16 aprile 1958    |                 |
| 28 | Angry Harvest |                 | 23 aprile 1958    |                 |
| 29 | Fifty Grand |                 | 30 aprile 1958    |                 |
| 30 | The Outcasts of Poker Flat                                                                                            |                 | 7 maggio 1958     |                 |
| 31 | All the King's Men (Part 1)                                                                                           |                 | 14 maggio 1958    |                 |
| 32 | All the King's Men (Part 2)                                                                                           |                 | 21 maggio 1958    |                 |
| 33 | A Boy Called Ciske |                 | 28 maggio 1958    |                 |
| 34 | The Last of the Belles                                                                                                |                 | 4 giugno 1958     |                 |
| 35 | Killer's Choice |                 | 11 giugno 1958    |                 |
| 36 | Now Will You Try for Murder?                                                                                          |                 | 18 giugno 1958    |                 |
| 37 | The Eighty Seventh Precinct                                                                                           |                 | 25 giugno 1958    |                 |
| 38 | Next Door to Death |                 | 2 luglio 1958     |                 |
| 39 | Cop Killer |                 | 9 luglio 1958     |                 |
| 40 | The Man Who Didn't Fly                                                                                                |                 | 16 luglio 1958    |                 |
| 41 | Focus on Murder |                 | 23 luglio 1958    |                 |
| 42 | Death Wears Many Faces                                                                                                |                 | 30 luglio 1958    |                 |
| 43 | Death for Sale |                 | 6 agosto 1958     |                 |
| 44 | Night Cry |                 | 13 agosto 1958    |                 |
| 45 | We Haven't Seen Her Lately                                                                                            |                 | 20 agosto 1958    |                 |
| 46 | Web of Guilt |                 | 27 agosto 1958    |                 |
| 47 | Back Track |                 | 3 settembre 1958  |                 |
| 48 | Trick or Treat |                 | 10 settembre 1958 |                 |
| 49 | A Cup of Kindness |                 | 17 settembre 1958 |                 |
| 50 | Riddle of a Lady |                 | 24 settembre 1958 |                 |
| 51 | Presumption of Innocence                                                                                              |                 | 1º ottobre 1958   |                 |